# Westliche Schwarze Witwe

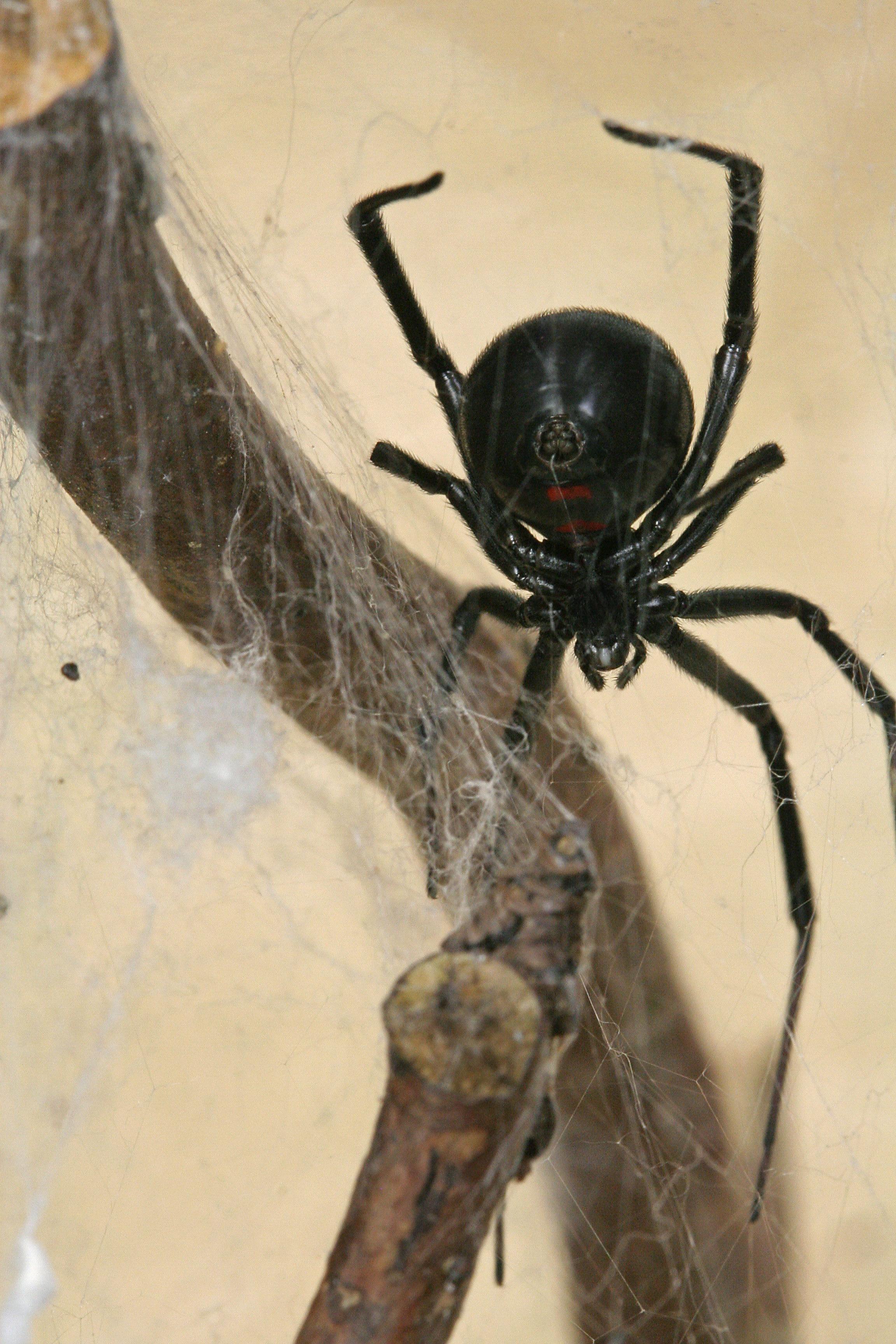
Spinndrüsen eines Weibchens

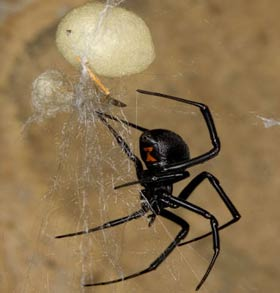
Weibchen mit Eikokon

Die Westliche Schwarze Witwe (Latrodectus hesperus) ist eine Webspinne der Familie der Kugelspinnen (Theridiidae) und wurde 1935 von Ralph Vary Chamberlin und Wilton Ivie beschrieben. Sie ist im Westen Nordamerikas verbreitet.
Die Westliche Schwarze Witwe gehört zu jenen drei Arten, in welche die nordamerikanische „Schwarze Witwe“ Latrodectus mactans im Jahr 1970 nach einer Revision durch B. J. Kaston aufgeteilt wurde. Latrodectus mactans im engeren Sinn wird seither Südliche Schwarze Witwe genannt, ihr Verbreitungsgebiet grenzt im Norden an das der Nördlichen Schwarzen Witwe und im Westen an das der Westlichen Schwarzen Witwe. Die drei Arten unterscheiden sich nicht nur durch ihr Verbreitungsgebiet, sondern auch durch spezifische Unterschiede in der Zeichnung.

## Beschreibung
Die Weibchen erreichen eine Körperlänge von 14 bis 16 Millimetern und haben auf der Unterseite des Abdomens eine Zeichnung in Form einer roten Sanduhr, sie gehört zu den größeren Witwenarten. Normalerweise ist die Spinne hauptsächlich schwarz gefärbt und hat sonst nur auf dem Rücken einen roten Fleck. Wird das Weibchen älter, ändert sich die Färbung von einem glänzenden Schwarz bis zu einem dunklen Braun. Die Männchen erreichen eine Körperlänge von 8 Millimetern und sind überwiegend hellbraun bis beige. Auf dem Hinterleib des Männchens sind drei diagonale, blasse Streifen, auch hier ändert sich die Färbung. Wird das Männchen älter, so ähnelt es den Jungtieren, welche an der Unterseite olivgrün gefärbt sind.

## Vorkommen

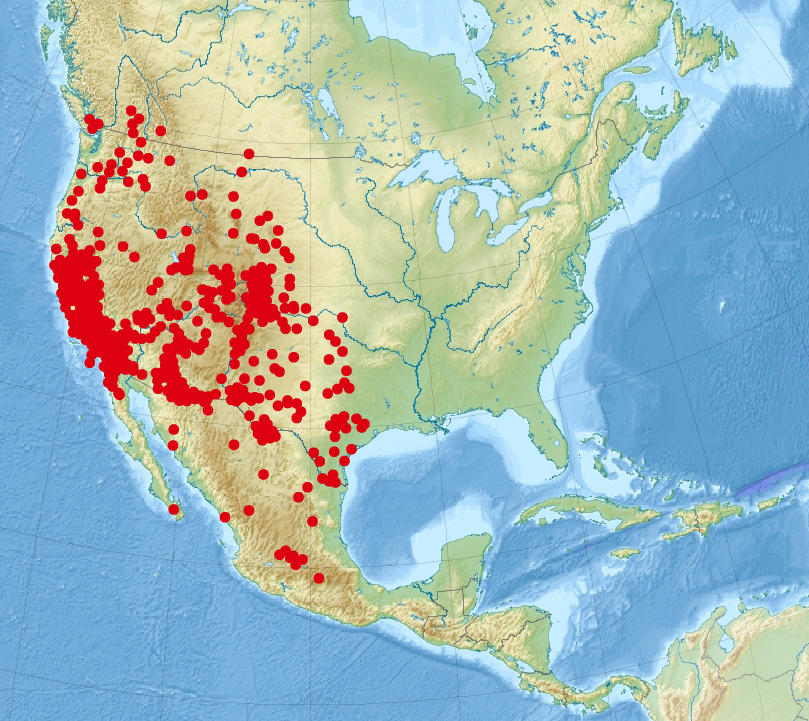
Nachweiskarte der Westlichen Schwarzen Witwe

Das Verbreitungsgebiet der Westlichen Schwarzen Witwe reicht vom äußersten Südwesten Kanadas über die westlichen Regionen der USA bis Mexiko. Im Osten ist sie bis in den Westen von Texas zu finden. Sie ist in den wärmeren Gegenden Kaliforniens, Arizonas und anderer westlicher Bundesstaaten häufig. 
Westliche Schwarze Witwen leben unter Felsvorsprüngen, Felsen und Geröll. Sie besiedeln verlassene Bauten verschiedener Nagetiere oder bauen ihre Nester in stillen Gebieten, welche nicht von Menschen betreten werden. Fallweise dringen sie jedoch bis in besiedelte Gegenden vor. Manchmal werden Funde der Westlichen Schwarzen Witwe auch aus den Vorstädten größerer amerikanischer Städte gemeldet.

## Lebensweise
Ihre Netze bauen die Westlichen Schwarzen Witwen in der Regel in Bodennähe. Die Tiere ernähren sich hauptsächlich von Insekten, auch von großen Heuschrecken und Käfern, fressen aber auch andere Spinnen. 
Sind die adulten Männchen auf der Suche nach einem Weibchen, nehmen sie nichts zu sich und beißen nicht. Beim Kontakt mit dem Netz eines Weibchens zeigen sie ein spezifisches Kommunikationsverhalten, indem sie mit ihrem Hinterleib Vibrationen erzeugen. Dieses Verhalten zeigen sie nicht, wenn sie auf das Netz eines anderen Männchens treffen. Die Vibrationen können vom Weibchen mit den Spaltsinnesorganen wahrgenommen werden. Es wird angenommen, dass Pheromone, die mit der Spinnseide abgegeben werden, dem Männchen anzeigen, ob es sich um ein Netz eines Weibchens der gleichen Art handelt. Diese Pheromone können mit Rezeptoren der Sinneshaare auf den Tarsen und den Pedipalpen aufgenommen werden.
Nach der Paarung kann es vorkommen, dass das Männchen vom größeren Weibchen gefressen wird. Dieses Verhalten hat zum Namen „Schwarze Witwe“ geführt. Es findet jedoch viel weniger häufig statt, als früher angenommen wurde. Danach legt das Weibchen mehrere hundert Eier, die mit Kokons umhüllt werden. Diese Kokons der Westlichen Schwarzen Witwe sind eher ei- bis birnenförmig und nicht kugelrund wie bei der Südlichen Schwarzen Witwe. Sie sind cremefarben bis bräunlich, während sie bei der Südlichen Schwarzen Witwe von Anfang an einen grauen Farbton haben.

## Bissunfälle und Giftigkeit
Die Art ist nicht aggressiv, hat aber ein starkes Gift. Der Biss fühlt sich meistens so an wie ein Nadelstich und wird anfangs oft nicht bemerkt. Es werden lokale Schwellungen und Muskelkrämpfe hervorgerufen, welche oft erst nach 3 Stunden auftreten. Diese können 48 Stunden lang anhalten. Todesfälle kommen selten vor. Weitere Symptome sind Übelkeit und Schweißausbrüche.

## Galerie

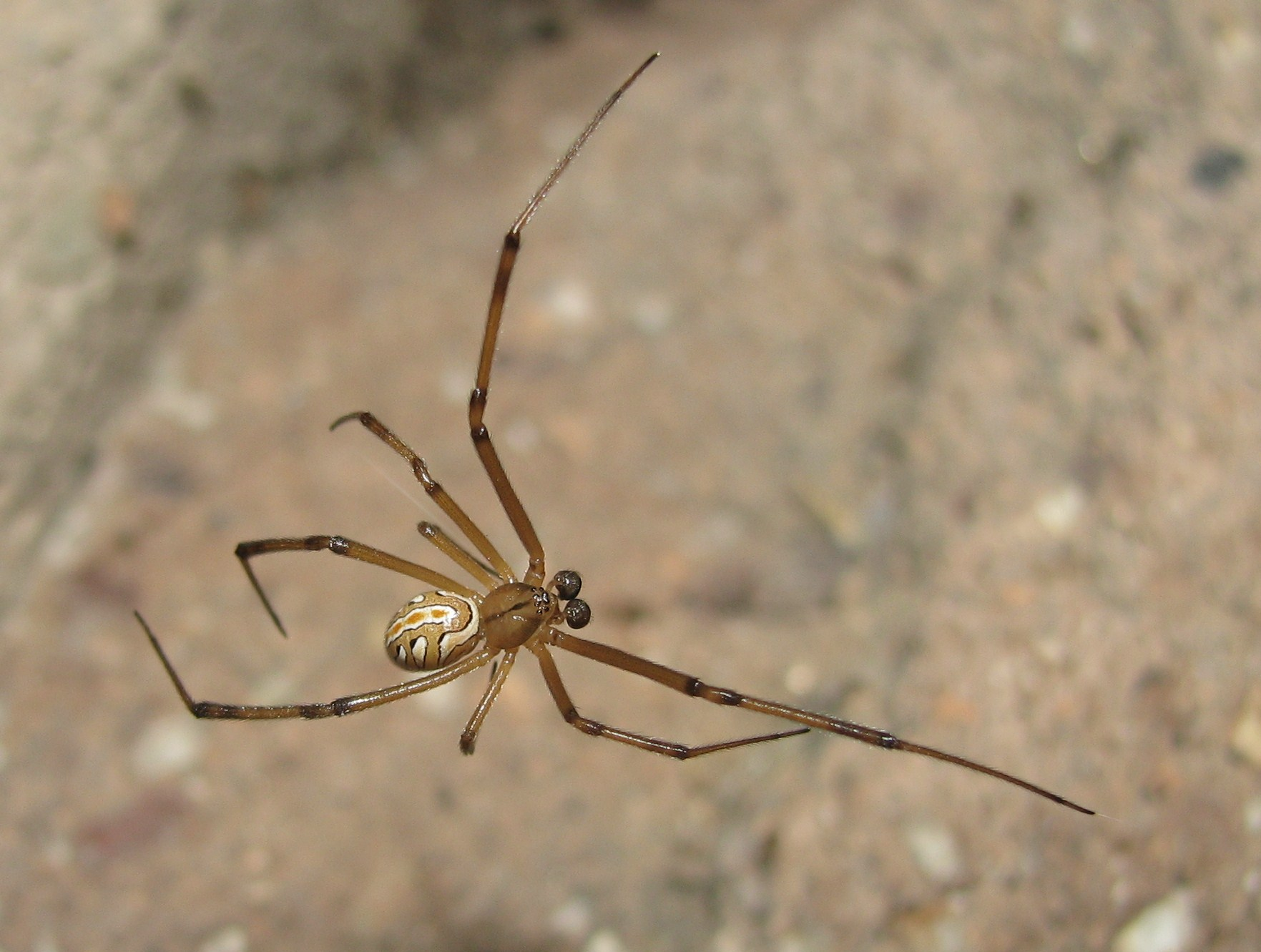
Männchen
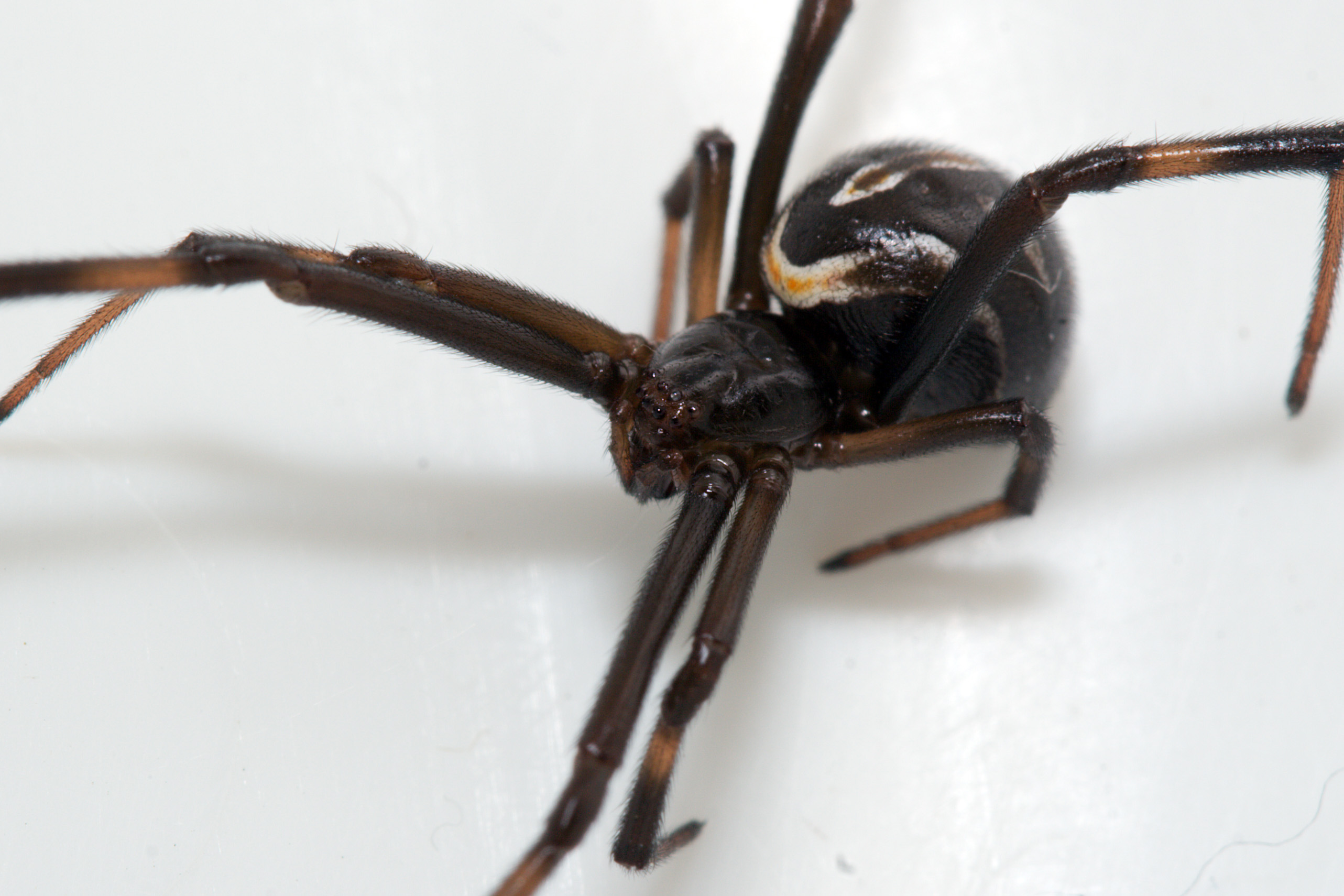
Nahaufnahme eines jungen Weibchens
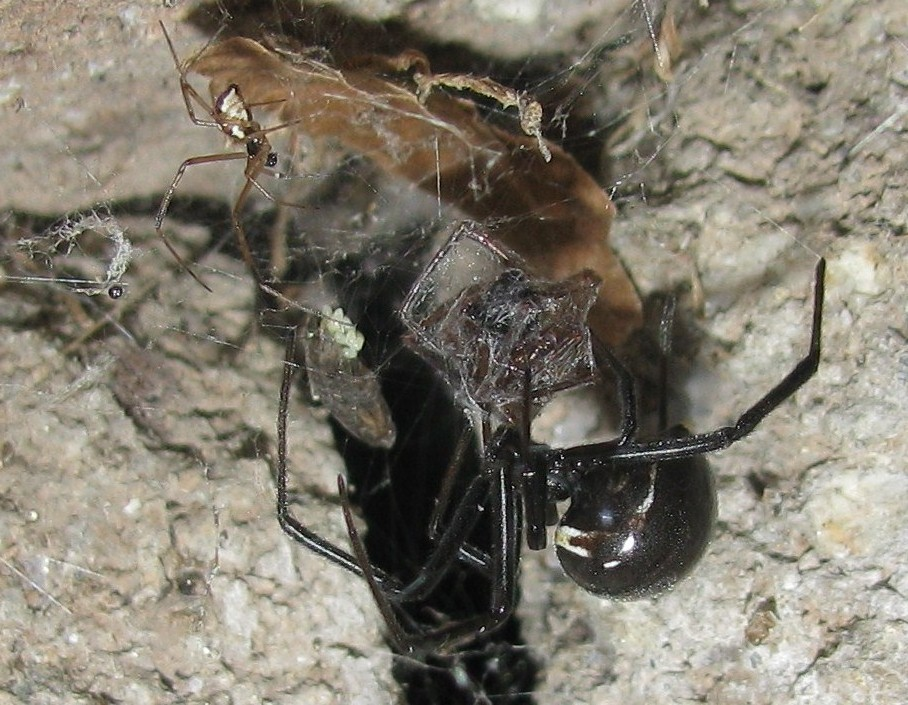
Weibchen mit erbeuteter Winkelspinne, links ein Männchen.
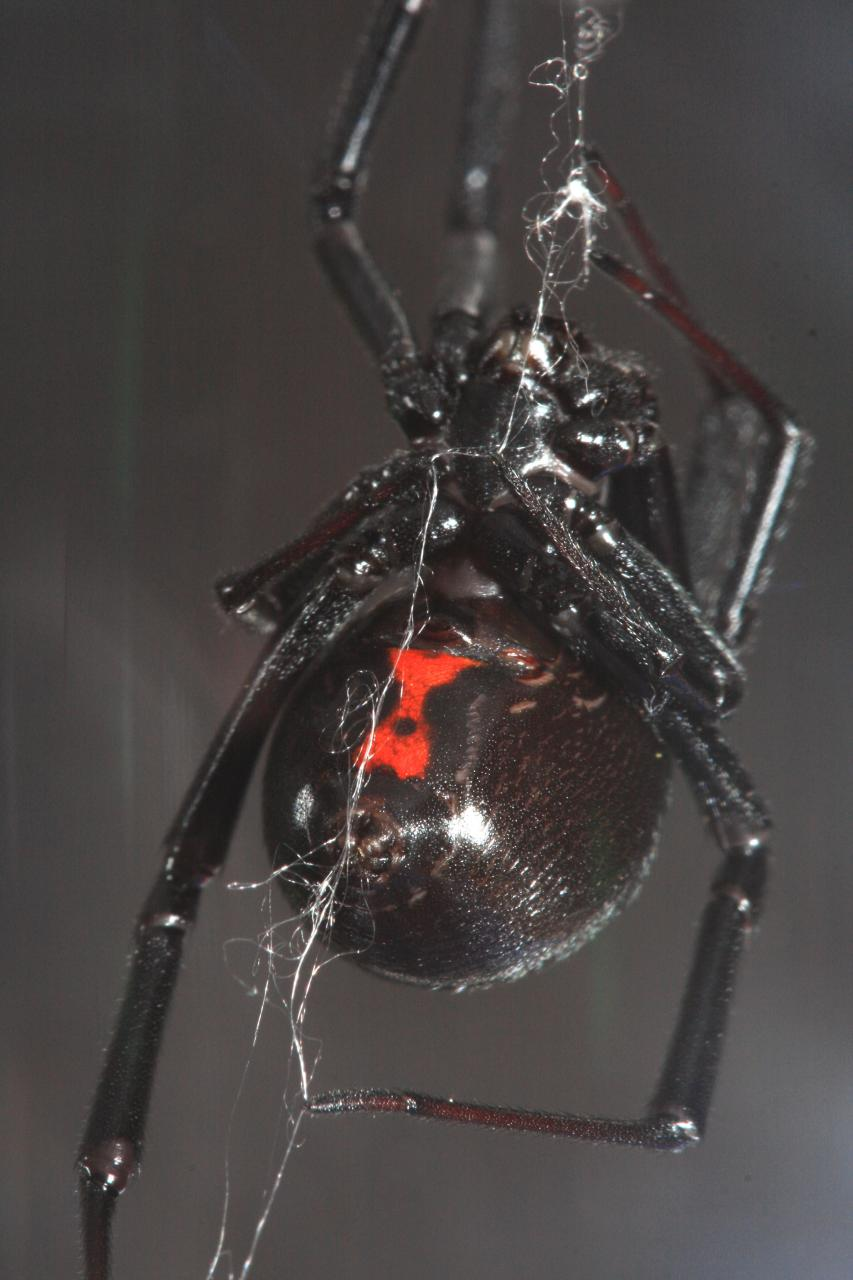
Weibchen, beim Netzbau